# Molins fariners de Can Planell
Els molins fariners de Can Planell són un conjunt de Santa Margarida de Montbui (Anoia) protegits com a bé cultural d'interès local.

## Descripció
El conjunt format pel molí de Dalt, la bassa i el molí de Baix.

### Molí de Dalt
Actualment és un habitatge, de l'antic molí es conserva l'estança de la part baixa 12x4,5m. amb volta de canó. L'aigua la cedia al molí del Polvo de Baix el 1726, segons una creu de ferro que guarden els propietaris. Sembla que el propietari en aquella data era en Batista Frexas.
El molí de Dalt segueix l'estructura típica dels molins fariners del segle xviii. Es tracta d'un edifici de planta rectangular, de planta baixa, dos pisos i semi-soterrani, construït contra el talús per tal d'aprofitar el salt d'aigua. El desnivell del talús permet la construcció de la bassa del molí per emmagatzemar l'aigua.
L'aigua que alimentava el molí venia des de la resclosa a través d'un rec d'uns 280 m2 aproximadament. En arribar al molí entrava a la bassa per la banda de tramuntana.
L'espai del molí segueix la distribució típica. A baix hi ha el carcabà, un túnel voltat on estava instal·lada una roda horitzontal o rodet. A terra hi ha l'alçador del banc, palanca que servia per aixecar el rodet. Al mur de tramuntana trobem la canal de fusta anomenada pany que portava l'aigua contra el rodet. La pressió de l'aigua bellugava el rodet amb una força d'uns 0.5 CV. L'aigua sortia pel desguàs i anava cap a omplir la bassa del molí de Baix.
A la volta del carcabà hi ha el forat per on devia passar l'arbre o eix vertical que comunicava el moviment del rodet amb la sala de les moles o casal. La sala és coberta amb volta de canó.
A nivell del primer pis s'emmagatzemaven els sacs de farina i també hi havia l'habitatge del moliner.

### Molí de Baix
Bastant ben conservat, és de forma quadrada amb interiors que mesuren 4x4m. consta de planta baixa i un pis, una cúpula basteix el molí, portes adovellades amb arc de mig punt a la part baixa i primer pis i volta de canó al lloc on es molia.
El molí consta d'una sala quadrada amb teulada de quatre vessants i l'entrada a la façana de ponent. A l'interior la coberta té forma de cúpula, feta de pedra petita i pasta de fer encofrat, suportada per bigues de fusta. A dins hi ha un forn de pa, una aigüera i uns armaris encastats.
Al costat nord hi ha una escala exterior que dona accés al semi-soterrani, on antigament hi devia haver les moles. És una sala coberta amb volta de canó, hi ha restes d'una escala per accedir a l'habitatge. Hi ha un carcabà on estava ubicat el rodet i l'aigua passava des de la bassa sota el molí a través del carcabà i continuava cap al torrent.

## Història
La primera referència escrita dels dos molins, el molí de Dalt i el molí de Baix, és una escriptura conservada a l'Arxiu de la Corona d'Aragó de 1640. A l'Arxiu Comarcal de l'Anoia hi ha les escriptures de propietat del molí des del 1728.